# Агератина
Агератина (лат. Ageratina; диминутив от Ageratum — агератум) — род растений семейства Астровые (Asteraceae), распространённый в Северной и Южной Америке.

## Ботаническое описание
Кустарники, полукустарники или многолетние травы, преимущественно 20—220 см высотой. Стебли прямостоячие, реже лазящие. Листья стеблевые, обычно супротивные; от ланцетных или дельтовидных до узкоэллиптических или яйцевидных, реже округлые.
Корзинки собраны в конечные или пазушные, щитковидные общие соцветия, редко одиночные. Обёртки колокольчатые, 3—6 мм в диаметре. Цветоложе обычно слабовыпуклое, голое или с мелкими рассеянными волосками. Цветков по 10—60 в корзинке; венчики белые или бледно-лиловые. Семянки призматические или веретеновидные, обычно 5-ребристые, хохолок из 5—40 волосков. x=17.

## Виды
Род включает около 265 видов, некоторые из них:
- Ageratina adenophora (Spreng.) R.M.King & H.Rob. — Агератина бубенчиковая
- Ageratina altissima (L.) R.M.King & H.Rob.
- Ageratina anisochroma (Klatt) R.M.King & H.Rob.
- Ageratina aromatica (L.) Spach typus[1]
- Ageratina deltoidea (Jacq.) R.M.King & H.Rob.
- Ageratina fastigiata (Kunth) R.M.King & H.Rob.
- Ageratina glechonophylla (Less.) R.M.King & H.Rob.
- Ageratina gynoxoides (Wedd.) R.M.King & H.Rob.
- Ageratina havanensis (Kunth) R.M.King & H.Rob.
- Ageratina herbacea (A.Gray) R.M.King & H.Rob.
- Ageratina jucunda (Greene) Clewell & Wooten
- Ageratina kupperi (Suess.) R.M.King & H.Rob.
- Ageratina lemmonii (B.L.Rob.) R.M.King & H.Rob.
- Ageratina ligustrina (DC.) R.M.King & H.Rob.
- Ageratina luciae-brauniae (Fernald) R.M.King & H.Rob.
- Ageratina occidentalis (Hook.) R.M.King & H.Rob.
- Ageratina paupercula (A.Gray) R.M.King & H.Rob.
- Ageratina riparia (Regel) R.M.King & H.Rob.
- Ageratina roanensis (Small) E.E.Lamont
- Ageratina rothrockii (A.Gray) R.M.King & H.Rob.
- Ageratina shastensis (D.W.Taylor & Stebbins) R.M.King & H.Rob.
- Ageratina thyrsiflora (Greene) R.M.King & H.Rob.
- Ageratina tinifolia (Kunth) R.M.King & H.Rob.
- Ageratina vacciniifolia (Benth.) R.M.King & H.Rob.
- Ageratina viburnoides (DC.) R.M.King & H.Rob.
- Ageratina wrightii (A.Gray) R.M.King & H.Rob.